# Hana Mae Lee
Hana Mae Lee (Los Angeles, 28 settembre 1988) è un'attrice, modella, comica e stilista statunitense.

## Biografia
Di origini sudcoreane, è nata in California del Sud ed è nota soprattutto per il ruolo di Lilly Okanakurama nella commedia musicale del 2012 Pitch Perfect e nel sequel del 2015, Pitch Perfect 2, per il quale si è aggiudicata una nomination come Scene Stealer ai Teen Choice Awards 2013. A 16 anni inizia la sua carriera come modella, lavorando per marchi come Honda, Jeep, Apple, Nokia, Sebastian, American Express, HP, Cherry Coke e Midori, apparendo inoltre su alcune riviste come Time Magazine, SOMA Magazine, Elle Magazine e Teen Vogue. Laureata in fashion design presso l'Otis College of Art and Design di Los Angeles, è creatrice di una propria linea di gioielli, la Hanamahn e ha collaborato con Harley Davidson, Juicy Couture e Mossimo.

## Filmografia

### Attrice

#### Cinema
- The Dog Problem, regia di Scott Caan (2006)
- Eli's Liquor Store, regia di Arnold Chun e Alonzo F. Jones (2007)
- Pitch Perfect, regia di Jason Moore (2012)
- Pitch Perfect 2,  regia di Elizabeth Banks  (2015)
- Jem e le Holograms (Jem & the Holograms), regia di Jon M. Chu (2015)
- La babysitter (The Babysitter), regia di McG (2017)
- Pitch Perfect 3, regia di Trish Sie (2017)
- La babysitter - Killer Queen (The Babysitter: Killer Queen), regia di McG (2020)

#### Televisione
- Mike & Molly  – serie TV, episodio 1x21 (2011)
- Workaholics – serie TV, episodio 2x08 (2011)
- Californication – serie TV, episodio 7x10 (2014)
- Super Fun Night – serie TV, episodi 1x14-1x16-1x17 (2014)

## Doppiatrici italiane
- Mariagrazia Cerullo in La babysitter - Killer Queen